# Conus litteratus
Conus litteratus is een in zee levende slakkensoort uit de familie Conidae.

## Voorkomen en verspreiding
Conus litteratus is een carnivoor. De soort leeft in ondiep warm water op zandgronden, rotsbodems en koraalriffen (sublitoraal) en komt voor van de oostkust van Afrika tot in Oceanië met uitzondering van Hawaï (Indopacifische provincie). De schelp kan tot 170 mm lang worden.